# Aislingen
Aislingen là một đô thị ở huyện Dillingen bang Bayern nước Đức. Đô thị Aislingen có diện tích 19,35 km², dân số thời điểm ngày 31 tháng 12 năm 2006 là 1395 người.